# Agroiconota paraguayana
Agroiconota paraguayana es un insecto coleóptero de la familia Chrysomelidae. Fue descrita en 2005 por Borowiec.